# Kiname
Singles de Fally Ipupa
Original
(2014) Eloko Oyo
(2017)
Kiname est une chanson du chanteur congolais Fally Ipupa sortie le 7 décembre 2016 sous le label Warner Music France. Le clip vidéo sort le 14 décembre 2016, le jour de l'anniversaire de Fally qui totalise 1 million de vues en moins de 3 jours après sa sortie (un record pour un artiste congolais). La chanson totalise plus de 19 000 000 vues au 10 septembre 2017 et est certifiée "Single  Or par le SNEP le même jour avec plus de 10 millions de ventes (Téléchargements + Streaming).

## Classements hebdomadaires
| Classements (2016)                      | Meilleure position |
| --------------------------------------- | ------------------ |
| Belgique (Wallonie Ultratop 50 Singles) | 38                 |
| France (SNEP)                           | 10                 |